# Dungal van Bangor
Dungal van Bangor, Saint Dungal, Dungal de St Denis (geboren in Ierland - gestorven na 827), was een Ierse monnik (zie Keltische christendom), die als astroloog in dienst was van Karel de Grote.
Er is een brief van hem bewaard gebleven, gericht aan Karel de Grote, waarin hij aan de keizer de zonsverduistering van het jaar 810 uitlegt. Hij doet dat met behulp van moderne astronomische begrippen, die eerst 700 jaar later, in 1540, door Copernicus werden gepubliceerd. Hij gaat hierbij uit van een heliocentrisch wereldbeeld.
Hij schonk zijn waardevolle bibliotheek, bestaande uit een 70-tal banden, aan de abdij van Bobbio.
Een van die boeken is het vermaarde "Antiphonary of Bangor".
- Bibliothèque nationale de France: cb10674243f (data)
- Gemeinsame Normdatei: 100940145
- International Standard Name Identifier: 0000 0003 8237 8308
- Library of Congress Control Number: no2003062339
- Nationale Bibliotheek van Tsjechië: kup19980000023546
- Nederlandse Thesaurus van Auteursnamen: 07427970X
- Système universitaire de documentation: 075559870
- Virtual International Authority File: 431148995952359751002